# CSKA Moskwa (piłka siatkowa mężczyzn)
CSKA Moskwa – sekcja piłki siatkowej mężczyzn należąca do rosyjskiego klubu sportowego CSKA Moskwa.
CSKA jest najbardziej utytułowaną drużyną siatkarską w Europie. Największe sukcesy odnosiła za czasów ZSRR. Klub jest trzynastokrotnym zdobywcą Pucharu Europy w latach 1960, 1962, 1973, 1974, 1975, 1977, 1982, 1983, 1986, 1987, 1988, 1989 i 1991. Trzykrotnie zdobywał Superpuchar Europy w latach 1987, 1988 i 1991. Jest Trzydziestoczterokrotnym tryumfatorem mistrzostw ZSRR i Rosji i sześciokrotny zdobywcą Pucharu ZSRR i Rosji.
W 2009 decyzją władz klubu, rozwiązano sekcje siatkówki mężczyzn.